# Ion-Tudor Berza
Ion-Tudor Berza [1944 - 20 iulie 2022) a fost un geolog român, membru corespondent al Academiei Române din 2016.